# Fête de village (Teniers)
Fête de Village ou Fête Villageoise (en néerlandais, Dorpsfeest) est une huile sur cuivre réalisée par le peintre flamand David Teniers le Jeune en 1651. Cette scène  de genre est conservée au musée Boijmans Van Beuningen à Rotterdam.

## Description
David Teniers avait commencé sa carrière de peintre comme disciple d'Adriaen Brouwer, mais après 1640, il commença progressivement à remplacer le réalisme brut de ses paysans ivres et grimaçants par une vision plus colorée et idyllique de la vie à la campagne. Cela correspondait davantage à sa position sociale d'ayuda de cámara de l'archiduc Léopold Guillaume d'Autriche, avec qui il fut employé à partir de 1646 comme peintre de cour et gérant de la collection d'art. La Fête de Village de 1651 est une œuvre importante de cette période à la fois sociale et artistique. Il y a encore de la beuverie, de la ripaille et de la galanterie, mais l'atmosphère est plus légère que dans les œuvres précédentes et peu offensante. Sur la droite de la toile est insérée une nature morte de bouilloires, de cruches et d’assiettes, caractéristique de ses premiers travaux. Le succès du tableau ressort des nombreuses reprises et variantes qu'il en a faites par la suite.

## Variantes ultérieures

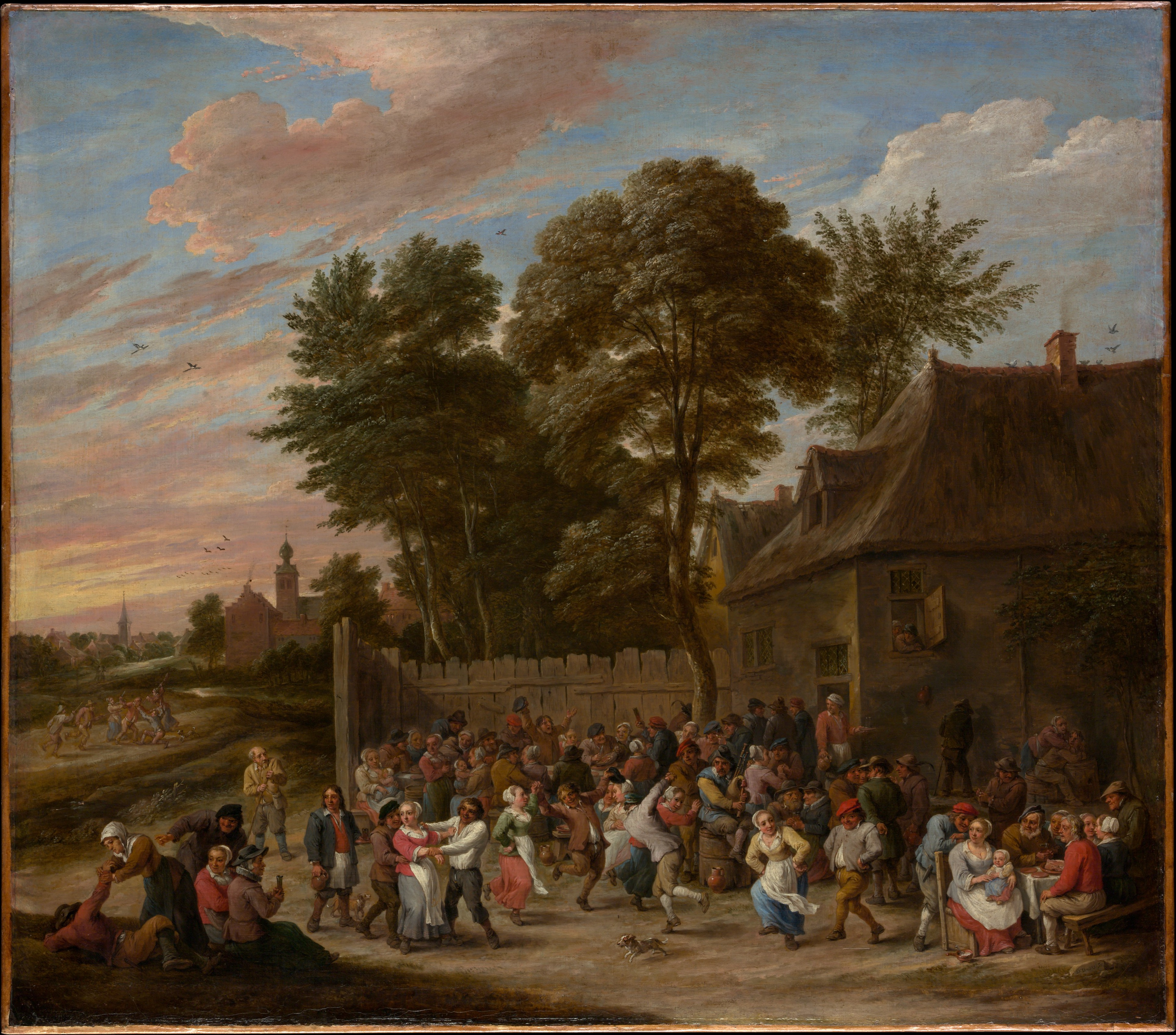
Paysans dansant et festoyant, vers 1660, Metropolitan Museum of Art, New York
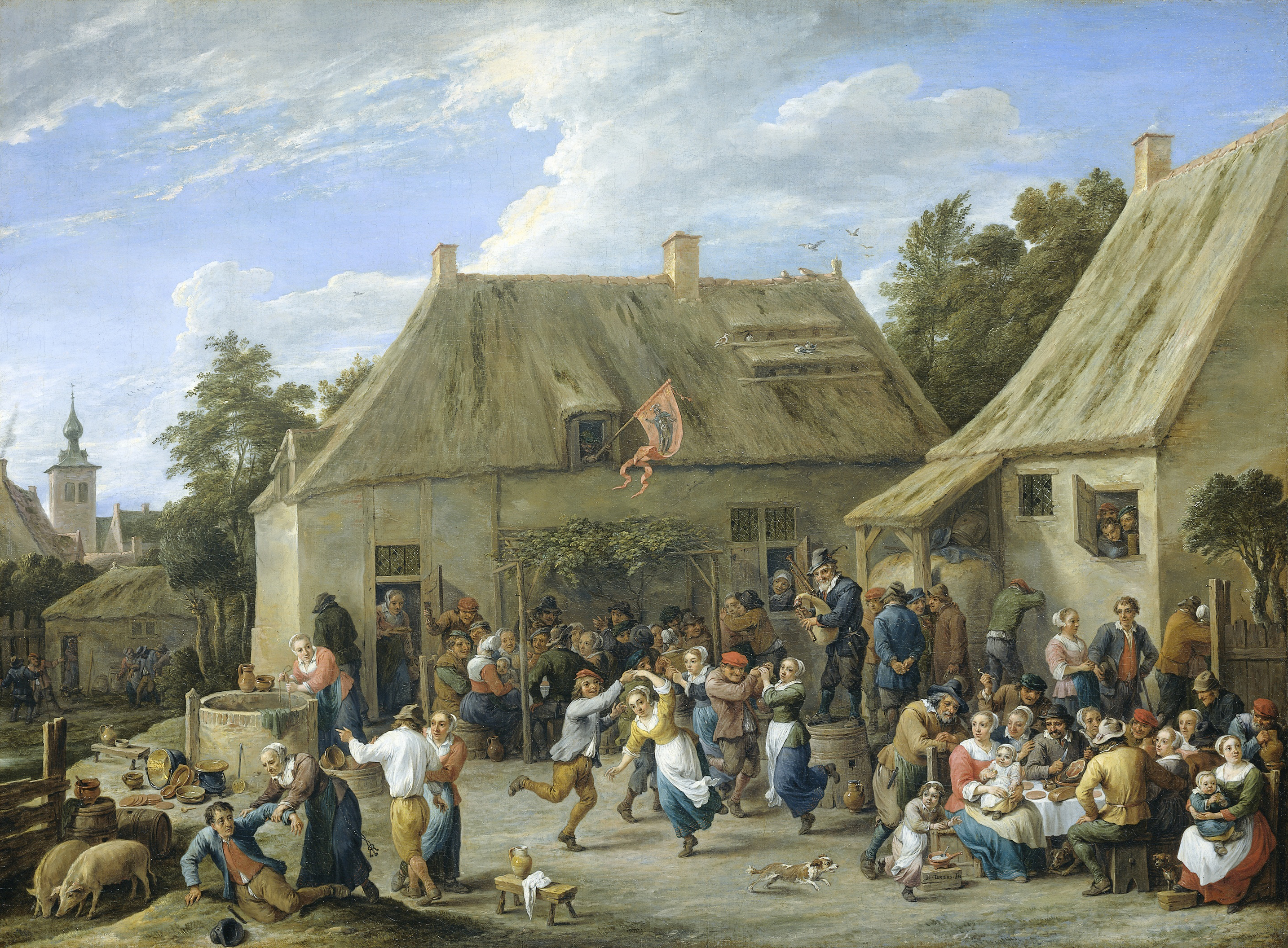
Kermesse de village, vers 1665, huile sur toile, Rijksmuseum Amsterdam

## Littérature
- De Poorter, Nora ; Guido Jansen & Jeroen Giltaij (1990) : Rubens en zijn tijd - Rubens et son temps, Rotterdam : Musée Boymans-van Beuningen (Serie : Eigen collectie), p. 142-143 (cat. 45)